# Анакоко (Луїзіана)
Анакоко (англ. Anacoco) — селище (англ. village) в США, в окрузі Вернон штату Луїзіана. Населення — 851 особа (2020).

## Географія
Анакоко розташоване за координатами 31°15′29″ пн. ш. 93°20′49″ зх. д. / 31.25806° пн. ш. 93.34694° зх. д. (31.257962, -93.347049).  За даними Бюро перепису населення США в 2010 році селище мало площу 8,00 км², з яких 7,98 км² — суходіл та 0,02 км² — водойми.

### Клімат
| Клімат : Анакоко      | Клімат : Анакоко | Клімат : Анакоко | Клімат : Анакоко | Клімат : Анакоко | Клімат : Анакоко | Клімат : Анакоко | Клімат : Анакоко | Клімат : Анакоко | Клімат : Анакоко | Клімат : Анакоко | Клімат : Анакоко | Клімат : Анакоко | Клімат : Анакоко |
| Показник              | Січ.             | Лют.             | Бер.             | Квіт.            | Трав.            | Черв.            | Лип.             | Серп.            | Вер.             | Жовт.            | Лист.            | Груд.            | Рік              |
| Середній максимум, °C | 13,9             | 16,1             | 20,6             | 24,4             | 28,9             | 31,7             | 33,9             | 33,9             | 30,6             | 25,6             | 20,0             | 15,6             | 24,4             |
| Середній мінімум, °C  | 2,2              | 3,9              | 7,8              | 11,7             | 16,1             | 20,0             | 21,7             | 21,1             | 18,3             | 12,2             | 7,2              | 3,3              | 12,2             |
| Норма опадів, мм      | 135              | 117              | 124              | 91               | 122              | 142              | 91               | 86               | 91               | 112              | 140              | 142              | 1397             |
| --------------------- | ---------------- | ---------------- | ---------------- | ---------------- | ---------------- | ---------------- | ---------------- | ---------------- | ---------------- | ---------------- | ---------------- | ---------------- | ---------------- |
| Джерело: Weatherbase  |                  |                  |                  |                  |                  |                  |                  |                  |                  |                  |                  |                  |                  |

## Демографія
Згідно з переписом 2010 року, у селищі мешкало 869 осіб у 337 домогосподарствах у складі 253 родин. Густота населення становила 109 осіб/км².  Було 370 помешкань (46/км²).
Расовий склад населення:
| - 93,2 % — білих - 3,1 % — корінних американців - 1,8 % — чорних або афроамериканців - 0,8 % — азіатів - 0,1 % — вихідців з тихоокеанських островів |

До двох чи більше рас належало 0,9 %. Частка іспаномовних становила 3,0 % від усіх жителів.
За віковим діапазоном населення розподілялося таким чином: 27,3 % — особи молодші 18 років, 58,5 % — особи у віці 18—64 років, 14,2 % — особи у віці 65 років та старші. Медіана віку мешканця становила 37,6 року. На 100 осіб жіночої статі у селищі припадало 92,3 чоловіків;  на 100 жінок у віці від 18 років та старших — 93,9 чоловіків також старших 18 років.
Середній дохід на одне домашнє господарство  становив 63 443 долари США (медіана — 61 875), а середній дохід на одну сім'ю — 70 820 доларів (медіана — 68 929). Медіана доходів становила 41 786 доларів для чоловіків та 36 618 доларів для жінок. За межею бідності перебувало 13,5 % осіб, у тому числі 23,1 % дітей у віці до 18 років та 7,6 % осіб у віці 65 років та старших.
Цивільне працевлаштоване населення становило 452 особи. Основні галузі зайнятості: освіта, охорона здоров'я та соціальна допомога — 20,1 %, публічна адміністрація — 15,9 %, роздрібна торгівля — 14,6 %.